# 8207 Suminao
A 8207 Suminao (ideiglenes jelöléssel 1994 YS1) a Naprendszer kisbolygóövében található aszteroida. Kobajasi Takao fedezte fel 1994. december 31-én.